# 선동 나들목
선동 나들목(Seondong IC) 또는 선동교차로는 경기도 하남시 선동에 설치된 서울양양고속도로와 미사대로의 교차로이다. 주변에 보금자리주택 하남미사지구가 있으며 미사강변대로와 접속한다.

## 연혁
- 2009년 7월 15일 : 서울양양고속도로 서울 ~ 춘천 구간 개통과 함께 입체화 개통[1]

## 구조물 정보
- 위치 : 경기도 하남시 선동

## 접속하는 도로
- 미사강변대로